# Экспедиция отряда Рукина
Экспедиция отряда Рукина (15 [27] марта — 24 марта [5 апреля] 1870 года) на полуострове Мангышлак (на территории нынешнего Западного Казахстана) была предпринята начальником Мангышлакского приставства подполковником Николаем Рукиным с целью внедрения новых административных реформ (Временное положение) среди адаевцев, изъявивших возмущение, вытекшее впоследствии в крупномасштабное восстание.

## Экспедиция
15 марта подполковник Рукин с конной уральской полусотней численностью в 38 казаков, 2 урядника, хорунжий и есаул, а также с провиантом на 45 дней (на 36 верблюдах) выступил из Александровского форта, чтобы усмирить взволновавшихся адаевцев и приступить к внедрению среди них Временного положения. Казаки были вооружены винтовками с боезапасом по 40 патронов на человека. К тому времени ему было известно, что в Бузачи предводителями восстания Досаном Тажиевым и Исой Тленбаевым были собраны 200 человек с 30 ружьями и одним штуцером. По пути к отряду Рукина присоединились управляющий Верхней дистанцией зауряд-хорунжий бай-Мухаммед Маяев и несколько других почётных биев. Несмотря на заверения последних, в том, что мятеж уже охватил бо́льшую часть Мангышлака и «идти вперёд с такими ничтожными силами ― дело рискованное», Рукин в полной уверенности, что полусотни казаков вполне достаточно, чтобы «наказать мятежников», продолжил своё движение в глубь степи. Однако на пути следования отряда ему не встретилось ни одного кочевья адаевцев, и так как «„наказывать“ …было некого, а вести переговоры не с кем», Рукин, дойдя до Сарыташского залива, решил вернуться в форт. Вскоре на обратном пути отряд Рукина со всех сторон был окружён повстанцами численностью до 400 человек под руководством одного из адаевских сардаров Исы Тленбаева и батыра Кара-Мурата Жундыбаева. Бывшие при Рукине адаевцы постепенно стали покидать его отряд и в конечном итоге в нём из их числа остались только Маяев с двумя верными ему «джигитами» и почтарь Александровского форта престарелый Кусум Мурзабаев.
23 марта, остановившись у колодца Усак, Рукин тайно отправил одного из нукеров Маяева в Александровский форт за подкреплением, а с Тленбаевым вступил в переговоры. Последний потребовал выдать ему Маяева, заявив, что только после этого он будет вести переговоры. Рукин отказался выдавать Маяева, после чего повстанцы открыли ружейный огонь по отряду. Перестрелка длилась всю ночь, в ходе которой погиб один казак, а на следующий день отряд Рукина продолжил своё движение и, пройдя около 10 вёрст, подошёл к горному кряжу Актау. Адаевцы не рисковали атаковать русский отряд на открытой местности, но, чтобы отрезать ему путь к форту, поспешили занять узкое ущелье. Урядник Багайдин с 6 казаками тотчас вызвался опередить их, однако одновременно с казаками на место также успели прибыть и около 100 повстанцев. В «рукопашной свалке» погибли Багайдин, два казака и несколько повстанцев. Оставшиеся казаки безрезультатно вернулись в отряд.
Тогда Рукин повёл свой отряд в обход, чтобы через горы выйти к морю. К вечеру 24 марта его отряд вышел к скалистым ущельям и, чтобы миновать их, Рукин приказал казакам бросить палатки, продовольствие, верблюдов и верховых лошадей и пробираться через горы налегке. Взобравшись на уступ горы, отряд расположился на ночлег, а адаевцы всю ночь кружили близ него. В то же время Маяев, пытавшийся вступить в переговоры с повстанцами, был застрелен одним из адаевцев его дистанции. В тот же день к группе Тленбаева присоединилась большая партия восставших с полуострова Бузачи и общая численность их уже составляла около 5 тысяч человек. В полночь Рукин вызвал к себе Мурзабаева и обратился к нему:

…дела наши плохи. Вот тебе моё двухствольное ружьё, возьми его и спасайся, как знаешь. Мы ничего сделать больше не можем.— Исторический вестник, 1900, Т. 81, № 7.
Мурзабаев тотчас покинул лагерь, но выбраться из окружения не смог и притаился за камнями.
С рассветом Рукин вступил в переговоры с Тлунбаевым и настаивал на том, чтобы тот беспрепятственно пропустил его отряд. Тлунбаев потребовал, чтобы казаки сложили оружие и только в этом случае он пропустит отряд, даже возвратив при этом лошадей и верблюдов. Казаки тщетно пытались отговорить Рукина от этого, заверяя его в коварных намерениях последних и предлагая самим пробиваться к форту. Не вняв уговорам казаков, Рукин всё-таки в приказном порядке настоял на исполнении требований Тлунбаева. Как только казаки сложили оружие, по условному сигналу Тлунбаева из засады «с диким рёвом» выскочили вооружённые адаевцы и накинулись на казаков. 17 или 18 казаков, сложив до того только шашечные ножны, а сами же клинки спрятав в шароварах, оказали отчаянное сопротивление, но были либо изрублены, либо с тяжёлыми ранами пленены. Все остальные были смяты «массой» повстанцев. Подполковник Рукин выхватил свой шестиствольный револьвер и попытался выстрелить в устремившихся на него адаевцев, но после осечки, со второй попытки застрелился сам.

## Последствия
Гибель отряда Рукина вдохновила адаевцев и послужила сильным толчком к стихийному восстанию. С головы Рукина был снят скальп, который с его лошадью был отправлен к хивинскому хану Мухаммад-Рахиму с сопутствующей просьбой поддержать восстание против русских. Также хивинскому хану были проданы в рабство взятые в плен хорунжий Ливнин и 5 казаков, которых Мухаммад-Рахим определил к себе в лакеи.
В 1873 году после взятия Хивы они вместе с другими русскими, находившимися в рабстве, были освобождены. При этом 5 уральских казаков изъявили желание остаться в походном отряде.

## Параллель между экспедициями Рукина и Бековича-Черкасского
Ряд исследователей проводит прямую параллель между действиями подполковника Рукина и Бековича-Черкасского, аналогичным образом погибшего со своим отрядом во время Хивинского похода 1717 года. Так ещё по воспоминаниям участников того события, когда Рукин в жёсткой форме приказал казакам сложить оружие, урядник Неулыбин упомянул «должно быть, нам на роду написано погибнуть, „как с Бекачем“». Военный историк М. А. Терентьев писал, что
В миниатюре здесь повторена была от a до z вся трагедия Бековича Черкасского.— М. А. Терентьев. Хивинские походы русской армии.
Возглавлявший в 1880—1881 годах Ахал-текинскую экспедицию генерал-адъютант М. Д. Скобелев в наставлениях своим подчинённым в частности дал следующую рекомендацию
При всём том, как бы небосклон не представлялся безнадёжно радужным, тем крепче держите камень за пазухой. Помните князя Бековича-Черкаского, подполковника Рукина.— Генерал-адъютант Скобелев — полковнику Арцишевскому. 22 января 1881, Асхабад.

## Память
В память о походе уральских казаков с подполковником Рукиным была составлена песня казачьего творчества:
В Мангишлаке был начальник —

Подполковник был Рукин.

Издавна там дело длилось,

Скоро выслан в форт приказ.

Царь что скажет, будет верно

И исполнится как раз:

Той бумаги содержанье:

На киргиз взложить налог.

Несмотря на то, полковник

Шлёт посланника в орду,

Чтобы бии в форт съезжались

К марту пятому числу.

— «Переведи им, переводчик:

Ставку буду делать я

И борьба будет отлична —

Всех шалями передарю».

Соезжалось биев много

И случилось тут как раз:

Тут полковник был прилежен,

Руку каждому давал.

Он зашёл промеж кибиток,

Так Маяеву сказал:

— «Приведи верблюдов двадцать,

Я хочу в поход идти!»

Он взглянул глазом не мило

И дрожась ему сказал:

— «Хорошо-с, будут готовы;

Как прикажете привесть?»

— «Ко пятнадцатому марту

Чтоб готовы были здесь!»

Шлёт другой приказ по форту:

Выбрать сорок казаков, —

У всех ружья нарезные,

Чтоб готовились в поход,

Взяв на месяц провианта

И завьючив верблюдов.

В воскресенье, после обеда,

Перед выходом в поход,

Как молебен отслужили,

Перекрестились, да пошли.

Перед двором остановились

И построились фронтом;

Тут Рукин, полковник, вышел: —

— «Здорово, братцы!» нам сказал;

— «Мы идем в поход на месяц,

С Богом, братцы», — он сказал

И скомандовал «направо», —

Командир наш наперёд.

Тут мы грянули все песню

И смотрел на нас народ;

А в отряде был вожака —

Здесь знакома ему степь.

Он повёл отряд из форта

Прямо в горы «Сарташи»;

Рано встали на заре,

Живо вьючили верблюдов,

И отправились вперёд.

Вдруг киргиз Адайска рода

Выбегаил к нам в отряд,

Передал такую речь:

— «Собралась орда в горах!»

Их, поганцев, было много,

Ровно чёрного грача.

Они с криком налетали,

В Сарташах мы ночевали

Выстрел сделали в отряд.

Наш Багайдин, славный воин,

Выбегал к ним наперёд.

Он надеялся на храбрость,

Победить хотел врага.

Вдруг несчастье с ним случилось:

Не ударило ружьё!

А киргиз было так много,

Дальше идти было нельзя;

Тут отряд был остановлен,

Как убили молодца.

Его тело схоронили

В той же дикой стороне.

……………….

Память вечная Уральцам,

Где тела ихи лежат:

Тела тлеются героев

В той далёкой стороне.

И Рукин их, подполковник

Положил среди степей.